# Комиссия печатания государственных грамот и договоров
Комиссия печатания государственных грамот и договоров — структура, созданная в 1811 году при Московском архиве Министерства иностранных дел по инициативе Н. П. Румянцева для издания документов по внутренней и внешней политике России.
При участии Н. Н. Бантыш-Каменского, А. Ф. Малиновского, К. Ф. Калайдовича и П. M. Строева были опубликованы «Собрание государственных грамот и договоров», а также «Законы великого князя Иоанна Васильевича и внука его царя Иоанна Васильевича…» (М., 1819), в том числе «Судебники» 1497 и 1550 годов, «Софийский временник» (чч. 1—2, 1820—1821) и др.
Вскоре после смерти Н. П. Румянцева (1826) комиссия, лишившись финансирования, прекратила первоначально издательскую, а затем и всякую иную деятельность. Подготовленная в 1830-е годы 5-я часть «Собрания государственных грамот и договоров» была опубликована лишь в 1894 году.